# Corr na Móna
Corr na Móna is een plaats in het Ierse graafschap Galway. Het dorp ligt aan de noordkant van Lough Corrib in de Gaeltacht.